# Француски директоријум
Директоријум (фр. Directoire) је била влада Прве француске републике од 1795. до 1799. године, кода га је срушио Наполеон Бонапарта у пучу од 18. бримера и заменио га конзулатом. По директоријуму су назване последње четири године Француске револуције. Главни ток историографије такође користи тај термин у контексту периода распада Националног конвента 26. октобра 1795. (4. бримера) до Наполеоновог државног удара.
Директоријум је непрекидно ратовао са страним коалицијама, укључујући Британију, Аустрију, Пруску, Напуљску Краљевину, Русију и Османско царство. Он је анексирао Белгију и леву обалу Рајне, док је Бонапарта освојио велики део Италије. Директоријум је успоставио 196 краткотрајних сестринских република у Италији, Швајцарској и Холандији. Освојени градови и државе морали су да пошаљу Француској огромне количине новца, као и уметничка блага, која су коришћена за пуњење новог музеја Лувр у Паризу. Војска коју је предводио Бонапарта покушала је да освоји Египат и марширала је све до Сен Жан д'Акра у Сирији. Директоријум је сузбио поновно оживљавање рата у Вандеји, грађански рат предвођен ројалистичким вођством у регији Вандеја, али није успео да подупре Ирску побуну из 1798. и створи Ирску републику.
Француска економија је била у континуираној кризи током директоријума. На почетку је ризница била празна; папирни новац, асигнат, пао је на делић његове вредности и цене су порасле. Директоријум је престао да штампа асигнате и обновио вредност новца, али то је изазвало нову кризу; цене и зараде су пале, а привредна активност се успорила до застоја.

## Опис
Директоријум је основан неколико месеци након Термидорске реакције и збацивања Јакобинаца са власти. Том приликом укинут је дотадашњи извршни орган Републике, Национални конвент. Са радом је започео 2. новембра 1795. године. Чинило га је пет чланова. Током свог постојања, постојало је тринаест чланова Директоријума. Директоријум је имао успеха у спољној политици. Француска је анектирала Белгију и област до западне Рајне, а у Швајцарској и Холандији је успоставила сателитске режиме. У унутрашњој политици није имала толико успеха. Период Директоријума обележен је економском кризом, глађу и немирима. Нови устав донет је 1795. године. Папирнати новац девалвирао је до 1% своје номиналне вредности. У Вандеји је избио грађански рат кога је војска угушила силом. Грах Бабеф, представних сиротиње, је погубљен. Француски револуционарни ратови (Прва и Друга коалиција) још су више продубили кризу у друштву. Французи су били незадовољни регрутовањем младих мушкараца. Директоријум је укинуо Наполеон Бонапарта државним ударом од 18. бримера (9. новембар 1799. година). Директоријум је заменио Конзулат.

## Праисторија и генеза

### Завршeтак владавине Робеспјера
Дана 27. јула 1794, чланови Француског конвента, револуционарног парламента Француске, устали су против њеног вође Максимилијана Робеспјера, који је био усред погубљења хиљада осумњичених непријатеља револуције. Робеспјер и његови водећи следбеници проглашени су незаконитим, и истог дана, 28. јула, су ухапшени и гиљотинирани. Револуционарни суд, који је хиљаде послао на гиљотину, прекинуо је заседање и његов поглавар Антоан Тинвил је ухапшен и затворен, а након суђења и сам је осуђен на смрт. Више од пет стотина осумњичених контрареволуционара који су чекали суђење и погубљење одмах је пуштено.

### Сврха новог Устава
У јулу 1794. чланови конвента започели су планирање новог облика владе и израду новог устава, који ће постати Устав године  (август 1795). Важан циљ је био да се спречи да превелика концентрација моћи у рукама једног човека. Један од аутора новог устава, Франсоа Антван де Бојси д'Англас, написао је уз конвенту:
Предлажемо вам да саставите извршну власт од пет чланова, која се сваке године обнавља са једним новим чланом, под називом Директоријум. Овај извршни орган имаће снагу довољно концентрисану да буде брза и чврста, али довољно подељена да било ком члану онемогући чак и да помисли да постане тиранин. Један поглавар би био опасан. Сваки члан ће председавати три месеца; имаће за то време потпис и печат шефа државе. Путем спорог и постепеног замењивања чланова директоријума сачуваћете предности реда и континуитета, и имаћете предности јединства без непријатности.

### Структура новог Устава
Устав године  (22. августа 1795) започео је Декларацијом о правима човека и грађанина из 1789. године и објавио да су „права човека у друштву слобода, једнакост, безбедност и имовина”. Он је гарантовао слободу вероисповести, слободу штампе и слободу рада, али је забрањивао оружана окупљања, па чак и јавне састанке политичких друштава. Само појединци или јавне власти су могле да подносе петиције.
Правосудни систем је реформисан, а судије су добиле кратки мандат: две године за мировне судије, пет за судије окружних судова. Они су били бирани, и могли су бити поново изабрани, како би се осигурала њихова независност од осталих грана власти.
Ново законодавно тело имало је два дома, Савет од пет стотина и Савет старијих са двеста педесет чланова. Изборне скупштине у сваком кантону Француске, које су обухватале укупно тридесет хиљада квалификованих бирача, бирале су представнике у изборној скупштини у сваком департману, који су потом бирали чланове оба дома. Чланови овог законодавног тела имали су мандат од три године, с тим да се једна трећина чланова обнављала сваке године. Савет старијих нису могао да покреће нове законе, али су могли да ставе вето на оне које је предложио Савет пет стотина.
Устав је успоставио јединствену врсту извршне власти, директоријум од пет људи које је изабрало законодавно тело. Од Савета пет стотина се очекивало да тајним гласањем припреми листу кандидата за директоријум. Савет старијих је потом, поново тајним гласањем, изабрао директоре са те пружене листе. Устав је захтевао да директори имају најмање четрдесет година. Да би се осигурала постепена, али континуирана промена, сваке године се замењивао један директор, изабран жребом. Министри различитих државних одсека помагали су директорима. Ови министри нису формирали веће или кабинет и нису имали општа овлашћења владе.
Нови устав је тежио стварању поделе власти; директори нису имали глас у законодавству или опорезивању, нити су директори или министри могли да седе у било ком од савета. Да би се осигурало да директори имају извесну независност, сваког би изабрао један део законодавног тела, а законодавство их не би могло уклонити уколико нису прекршили закон.